# Réserve naturelle d'Apoteket
 (avril 2021).
La réserve naturelle d'Apoteket, d'une superficie de 5,8 hectares, est une réserve naturelle norvégienne située dans la localité de Byneset à Trondheim. La réserve naturelle a été créée le 6 février 1987 pour protéger une forêt tempérée décidue et protéger la faune de la région. La réserve naturelle d'Apoteket est située dans une pente rocheuse riche en espèces jusqu'à Gaulosen, où l'on trouve plusieurs espèces végétales aimant la chaleur. Une partie de la zone présente également un caractère de forêt primaire.